# 米西 (里普基區)
51°38′33″N 30°35′14″E / 51.64250°N 30.58722°E
米西（烏克蘭語：Миси），是烏克蘭北部的村莊，隸屬切爾尼希夫州的切爾尼希夫區。該村處於第聶伯河畔，始建於1785年，面積0.26平方公里，海拔高度107米，2001年人口202。